# Aphneope sericata
Aphneope sericata är en skalbaggsart som beskrevs av Francis Polkinghorne Pascoe 1863. Aphneope sericata ingår i släktet Aphneope och familjen långhorningar. Inga underarter finns listade i Catalogue of Life.